# Stadlern
Stadlern è un comune tedesco di 631 abitanti, situato nel land della Baviera.

## Immagini di Stadlern

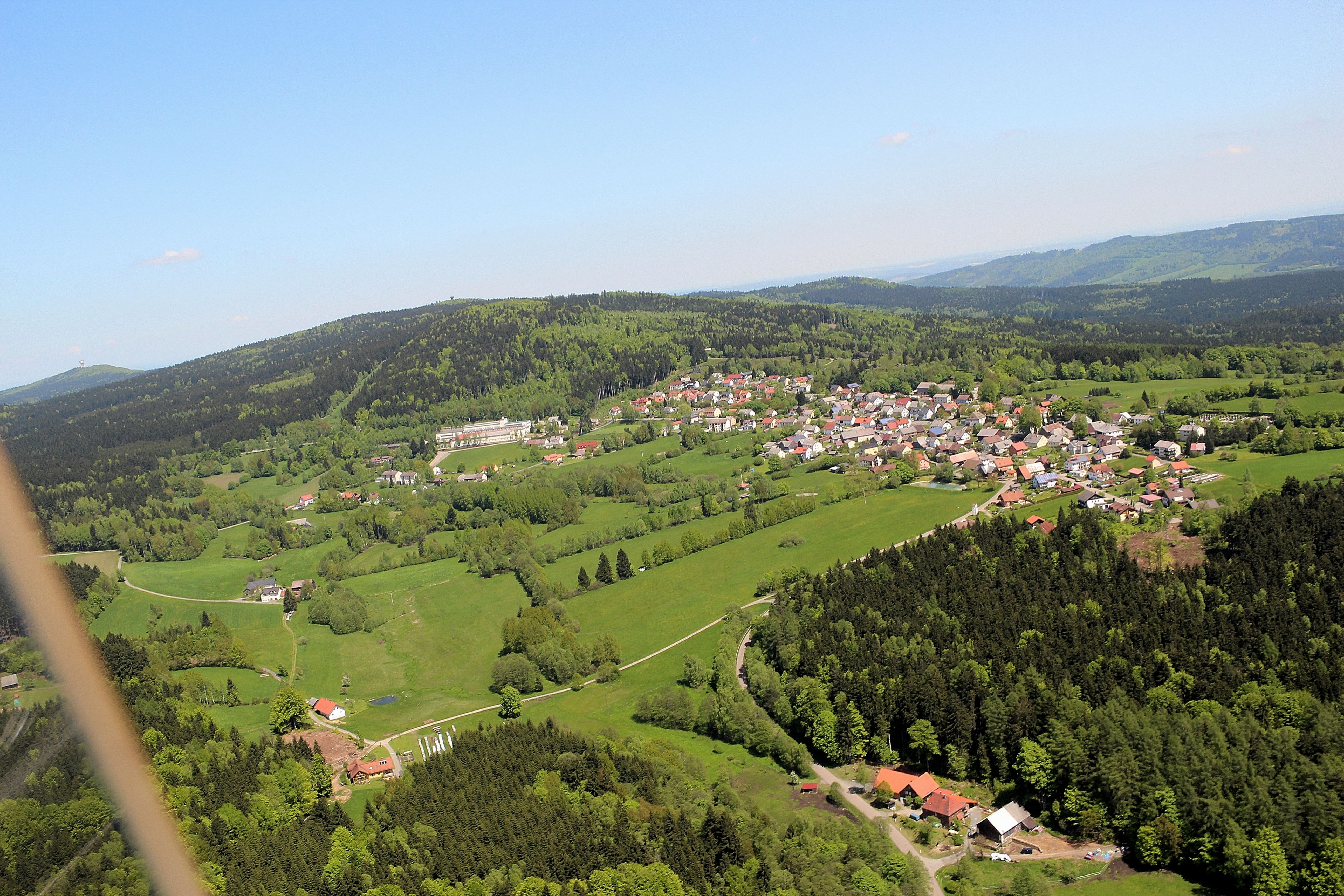
Stadlern.
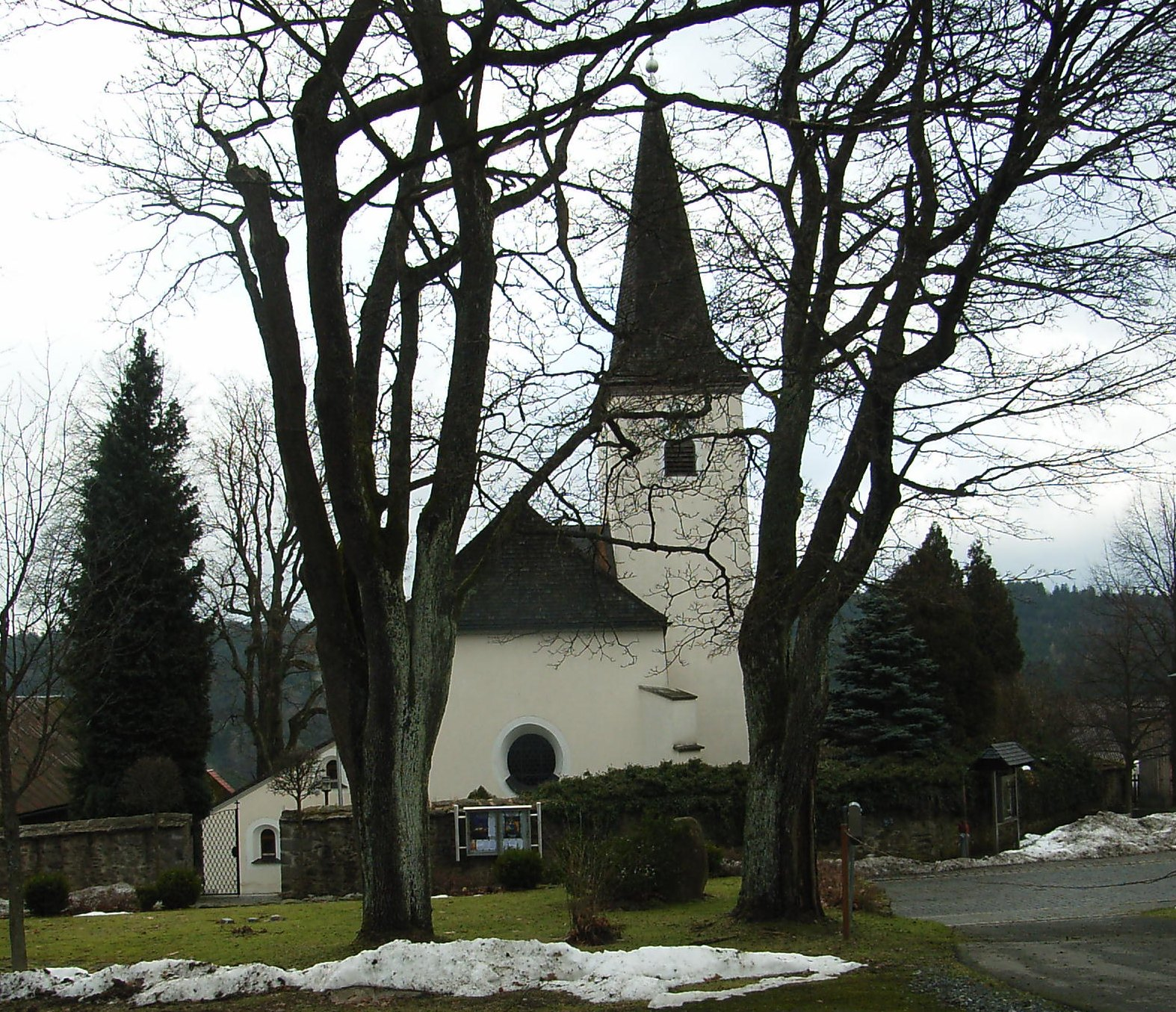
Stadlern: Chiesa di Maria Santissima Annunziata.
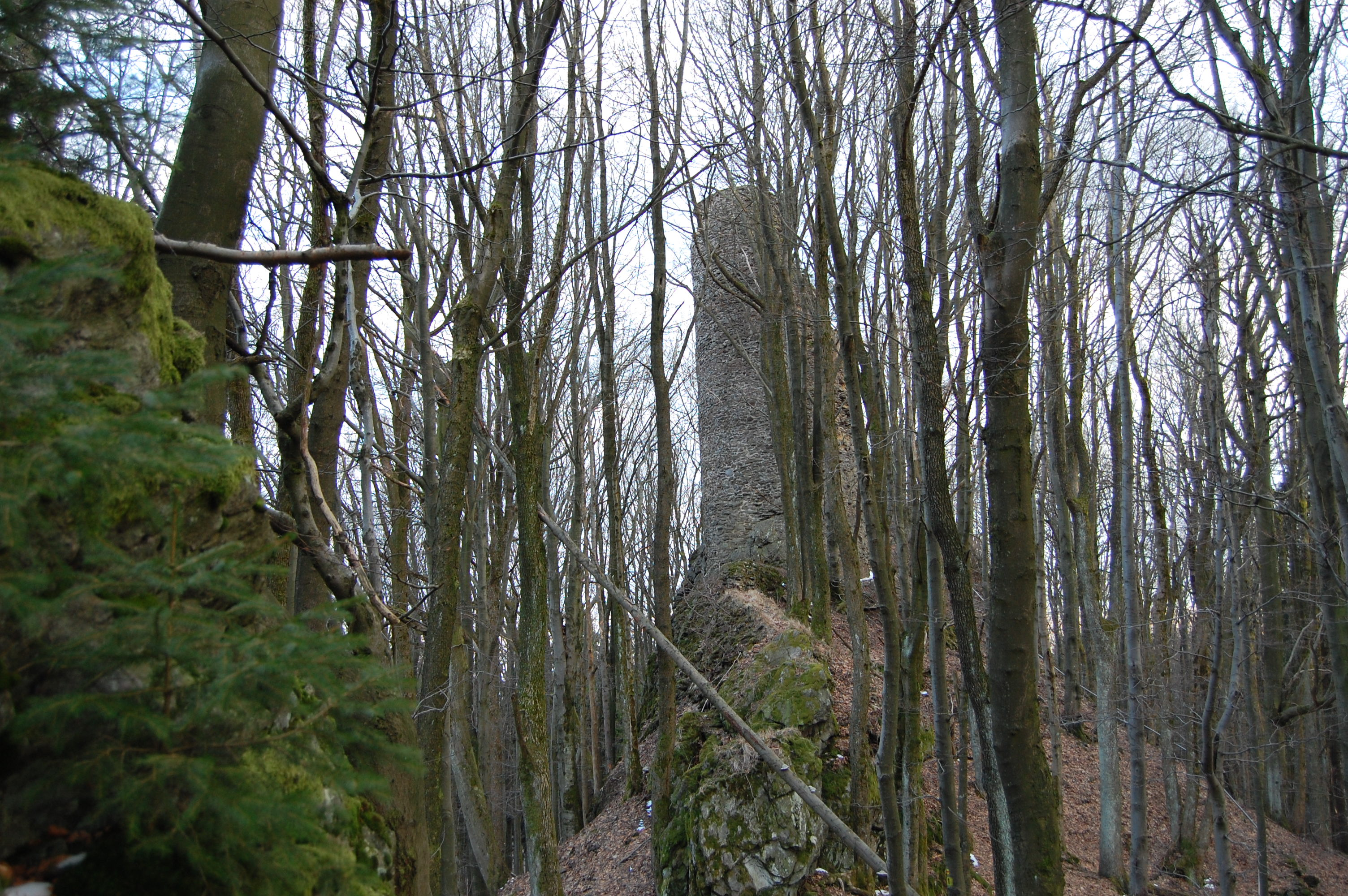
Stadlern: Castello Reichenstein.